# Кейсі Сміт
Кейсі Сміт (англ. Kasey Smith) — ірландська співачка. Разом з «Can-Linn» представляла Ірландію на пісенному конкурсі Євробачення 2014 з піснею «Heartbeat», до фіналу не вийшла.